# ببیلیر (دهانه)
ببیلیر یک دهانه برخوردی در ماه است.